# Tiroteos de Atlanta de 2021
Los tiroteos de Atlanta de 2021 se produjeron el 16 de marzo de 2021 en tres salones de masajes en el área metropolitana de Atlanta, Georgia, Estados Unidos. Ocho personas murieron, incluyendo un hombre y una mujer de ascendencia europea, seis mujeres de ascendencia asiática, y un guatemalteco fue baleado y gravemente herido. Un sospechoso, Robert Aaron Long, de 21 años, fue detenido ese mismo día.
Dos de los tres salones de masajes habían sido repetidamente investigados por proxenetismo y de hecho fueron objeto de 10 arrestos en la última década por prostitución.  Los tres salones aparecen en una guía de burdeles.
Si bien aún no se ha establecido el motivo, varios comentaristas señalaron el origen étnico de las víctimas en el contexto de un aumento reciente de delitos de odio contra asiáticos durante la pandemia de COVID-19 en los Estados Unidos, o lo han caracterizado como un delito de odio. El sospechoso afirmó que los tiroteos no fueron por motivos raciales, sino que estaban relacionados con su adicción sexual; el sospechoso pasó un tiempo en rehabilitación por adicción al sexo.

## Tiroteos
Las autoridades respondieron a los informes realizados alrededor de las 5:00 p. m. EDT (21:00 UTC) de un tiroteo en Young's Asian Massage, un salón de masajes cerca de Acworth. Allí encontraron a dos personas muertas a balazos y a otras tres heridas; dos de los heridos murieron posteriormente en un hospital. A las 5:47 p. m., la policía respondió a los informes de un robo en Gold Spa en Piedmont Road en el noreste de Atlanta, a unas 30 millas (48 km) de la primera escena del tiroteo. Allí encontraron a tres mujeres muertas por heridas de bala. Poco después, descubrieron a otra mujer asesinada a tiros en Aromatherapy Spa, ubicado al otro lado de la calle.
Según el Departamento de Policía de Atlanta, notaron las similitudes entre los tiroteos de Piedmont Road y Acworth y posteriormente enviaron oficiales para patrullar negocios similares en el área. Se llamó al FBI para ayudar en la investigación.

## Víctimas
Ocho personas murieron y otra persona resultó herida en los disparos. Seis de los fallecidos murieron en el lugar, uno en camino a un hospital y otro murió mientras estaba siendo atendido en el hospital. Seis víctimas, cuatro en Piedmont Road y dos en Acworth, eran mujeres de ascendencia asiática. El Ministerio de Relaciones Exteriores de Corea del Sur informó que cuatro de los fallecidos eran de etnia coreana. Las otras dos víctimas fallecidas eran una mujer blanca y un hombre blanco, mientras que el superviviente era un hombre hispano.

## Sospechoso
Después del primer tiroteo, la policía del condado de Cherokee publicó imágenes de vigilancia y fue contactada por una pareja que identificó al sospechoso como su hijo, Robert Aaron Long, de 21 años, de Woodstock. Mientras sus padres eran interrogados, el Departamento de Policía de Atlanta estaba respondiendo al segundo y tercer tiroteo en Atlanta. Usando imágenes de vigilancia del Hyundai Tucson de Long en ambas escenas del crimen y un dispositivo de rastreo que ya estaba en el auto, la policía pudo encontrarlo.
Alrededor de las 8:30 p. m., aproximadamente tres horas y media después de los tiroteos, la policía vio a Long en el condado de Crisp, a unas 150 millas (240 km) al sur de Atlanta. Los oficiales de la Patrulla Estatal de Georgia lo siguieron hacia el sur por la Interestatal 75 hasta un lugar al sur de Cordele, donde usaron una maniobra PIT para detener su vehículo y lo detuvieron. Según la policía, encontraron una pistola de 9 mm en su automóvil.
Long fue arrestado inicialmente en relación con el tiroteo de Acworth, pero la policía luego lo identificó como sospechoso en los tiroteos de Piedmont Road también. Long se encuentra actualmente detenido en el condado de Cherokee por cuatro cargos de asesinato y un cargo de agresión agravada, y también enfrenta cuatro cargos de asesinato en Atlanta, según la policía de la ciudad.
Long se graduó de Sequoyah High School en 2017; según un exalumno que se graduó con él, Long era hijo de un pastor y estaba «aficionado a la religión». Long había sido un miembro activo de su congregación, la Convención Bautista del Sur, asistía a la iglesia la mayoría de los domingos junto con su padre, así como a los servicios durante la semana, y también realizaba viajes misioneros.

### Motivo
Aún no se ha establecido ningún motivo. Sin embargo, varios comentaristas señalaron el origen étnico de las víctimas, seis de las ocho de las cuales son mujeres de ascendencia asiática, en medio de un aumento de los delitos de odio contra asiáticos en los Estados Unidos durante la pandemia de COVID-19 en el país, o lo han caracterizado como un delito de odio. Según Chosun Ilbo, un testigo del tiroteo en Gold Spa dijo a los medios locales de Corea del Sur que el tirador dijo que mataría a todos los asiáticos. El capitán Jay Baker del Departamento del Sheriff del condado de Cherokee desestimó los informes de que las acciones de Long fueron motivadas por motivos raciales, en su lugar afirmando que Long simplemente tuvo un «mal día». Más tarde se descubrió que Baker había promocionado camisetas que se referían al COVID-19 como «IMPORTED VIRUS FROM CHY-NA» [sic] («VIRUS IMPORTADO DE CHI-NA») en Facebook en 2020.
El sospechoso afirmó que sus acciones no fueron motivadas por motivos raciales, sino que se relacionaron con su adicción sexual. Según el alguacil del condado de Cherokee, el sospechoso quería «eliminar la tentación» apuntando a los salones de masajes. Long supuestamente pasó un tiempo en rehabilitación por adicción sexual en 2020 y se sintió «torturado» por su adicción al sexo ya que era profundamente religioso, según un compañero de habitación que vivió con él durante su estadía en una casa de transición después de salir de rehabilitación. Según una fuente policial, Long fue recientemente expulsado de la casa por su familia debido a su adicción sexual.
El sospechoso se dirigía a Florida cuando fue detenido. Según funcionarios de la oficina del alguacil del condado de Cherokee, Long viajaba a Florida con la intención de atacar «algún tipo de industria del porno». Los mismos funcionarios dijeron que creen que Long pudo haber frecuentado uno o más de los spas en el pasado, apuntaron.
Un experto en terrorismo ha comparado los tiroteos en Atlanta en 2021 con un ataque con machete en Toronto en 2020 por un ideólogo incel masculino.

### Procedimientos legales
El 17 de marzo, Long fue acusado de cuatro cargos de asesinato por la policía de Atlanta y cuatro cargos de asesinato y un cargo de asalto agravado por la Oficina del Sheriff del Condado de Cherokee. Según la policía, Long confesó los asesinatos después de ser detenido. La primera comparecencia de Long en la corte estaba programada para el 18 de marzo.

## Reacciones

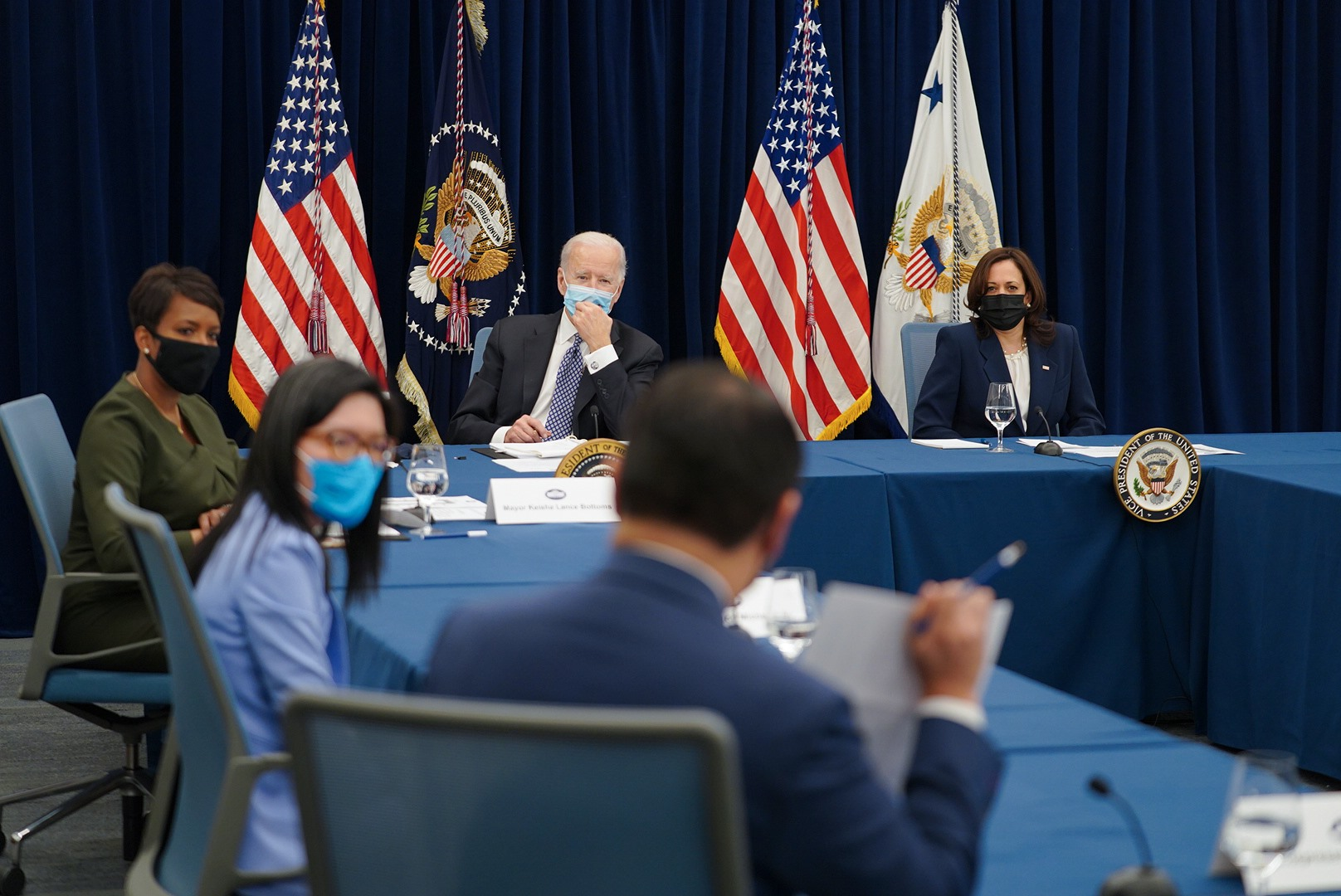
El presidente Biden y la vicepresidenta Harris reunidos con líderes asiático-estadounidenses en Atlanta para discutir los ataques y la violencia actual contra esa comunidad.

### Locales y estatales
La alcaldesa de Atlanta, Keisha Lance Bottoms, dijo que sería apropiado que el sospechoso fuera acusado de un delito de odio.
El gobernador de Georgia, Brian Kemp, expresó a través de Twitter sus condolencias a las víctimas de los tiroteos y elogió a las autoridades por detener al sospechoso rápidamente. En una declaración a The Atlanta Journal-Constitution, Kemp dijo que había indicadores de que los tiroteos eran un delito de odio, pero agregó que estaba dispuesto a permitir que las autoridades investigadoras determinaran los hechos antes de ofrecer su opinión.
Sam Park, miembro de la Cámara de Representantes de Georgia, instó a los estadounidenses de origen asiático que enfrentan discriminación a unirse. La representante estatal Bee Nguyen opinó que «la gente está preocupada y ora por sus familias y por ellos mismos» después de los tiroteo y que el uso de Donald Trump del término China virus («virus de China») «puso un blanco en el espaldas de los asiáticos en los Estados Unidos».

### Federales
El presidente de los Estados Unidos Joe Biden dijo que esperaría una investigación antes de comentar los motivos del tirador, pero condenó la discriminación contra los asiáticoestadounidense. La vicepresidenta Kamala Harris también expresó su solidaridad con la comunidad asiáticoestadounidense. Los representantes Ted Lieu (D-CA) y Judy Chu (D-CA) condenaron el ataque.

### Otros
Andrew Yang pronunció un discurso en Times Square en el que calificó los tiroteos como un delito de odio. La organización social sin fines de lucro Stop AAPI Hate dijo que los tiroteos fueron una tragedia tanto para las familias de las víctimas como para los estadounidenses de origen asiático en general.
Un portavoz del Departamento de Policía de Nueva York dijo que se han desplegado agentes antiterroristas en las comunidades asiáticoestadounidenses como medida de precaución debido a los tiroteos. Las patrullas policiales y los esfuerzos de extensión comunitaria también aumentaron en Seattle.
El jugador de baloncesto asiáticoestadounidense Jeremy Lin culpó de los tiroteos a la retórica de Donald Trump. Otros jugadores de la NBA, como LeBron James, Kyle Kuzma, Baron Davis y Trae Young, también hicieron declaraciones denunciando el tiroteo y expresando solidaridad con la comunidad asiática.